# Muhammadboqir Muhammadboqirov
Muhammadboqir Muhammadboqirov (10 octobre 1963 - 22 mai 2022), communément connu sous le nom de Colonel Boqir, est une personnalité politique chiite ismaélienne d'origine pamiri, à un moment donné associée à l'alliance politique de l'Opposition tadjike unie, de la microraion de Barkhorugh de la ville de Khorugh dans la région autonome montagneuse du Badakhshan au Tadjikistan. Il a été diversement décrit comme quelqu'un qui était soit un chef de guerre, soit un opposant populaire, respectivement par ses ennemis et ses partisans.

## Combattant de l'opposition et garde-frontière
Avec le début de la guerre civile au Tadjikistan en 1992, Muhammadboqirov s'est associé à l'Opposition tadjike unie, participant aux combats contre les forces gouvernementales dans le district de Tavildara. À la suite de la fin de la guerre civile au Tadjikistan en 1997, il a été convenu que les forces de l'opposition tadjike unie seraient intégrées au service des frontières tadjikes . En raison du retrait des forces militaires russes des frontières du Tadjikistan à cette époque, un sentiment de confusion régnait parmi les troupes frontalières tadjikes. Dans cette atmosphère, Muhammadboqirov a révélé sa forte capacité de leadership et a gravi les échelons, jusqu'au poste de lieutenant-colonel,. Il a reçu le contrôle du détachement frontalier de Murghob, surveillant le passage de la frontière du Tadjikistan et de la Chine.
En 2006, après que son unité militaire a saisi 730 kilogrammes de drogue passant clandestinement la frontière, il est tombé en disgrâce auprès des autorités au pouvoir et a été démis de ses fonctions. Cela a été considéré par l'opposition comme faisant partie du plan du gouvernement visant à prendre le contrôle total du commerce illicite le long du tronçon national de l'autoroute du Pamir. Des manifestations massives ont suivi dans la région, exigeant la démission du gouverneur régional Alimuhammad Niyozmuhammadov. Alors que le gouvernement avait initialement émis un ordre d'arrestation de Muhammadboqirov, les manifestations ont réussi à empêcher son exécution.

## Opposition politique
Lors des affrontements de 2012 dans la région autonome montagneuse du Badakhshan , les forces militaires gouvernementales sont entrées dans Khorugh, dans l'intention d'assassiner Tolibbek Ayyombekov et Muhammadboqir Muhammadboqirov afin de prendre le contrôle politique et économique total de la région. Bien qu'Ayyombekov se soit rendu et que l'ancien commandant de l'opposition Imomnazar Imomnazarov ait été tué, Muhammadboqirov a pu survivre aux événements, restant l'un des derniers dirigeants politiques indépendants de la région autonome,.
En novembre 2012, au lendemain des affrontements, Muhammadboqir Muhammadboqirov ainsi que d'autres dirigeants informels, dont Tolibbek Ayyombekov et Yodgorshoh Muhammadaslamov, ont été inscrits, à la demande du gouvernement tadjik, dans la base de données des personnes recherchées d'Interpol. Ils y sont restés jusqu'en janvier 2013, date à laquelle les noms ont été supprimés de la base de données.
En 2018, après de brèves tensions, les sept dirigeants informels du Badakhshan ont signé un protocole avec le gouvernement, acceptant de ne pas s'immiscer dans les activités des agences gouvernementales. En échange de leur accord, toutes les poursuites judiciaires engagées contre eux ont été abandonnées et ils n'étaient plus officiellement qualifiés de criminels. De plus, le gouvernement a cessé d’exiger qu’ils restituent toutes les armes en leur possession. À la suite de la signature du protocole, les dirigeants informels ont été invités à rencontrer le président tadjik Emomali Rahmon à Douchanbé. Même si quatre d'entre eux étaient présents, Muhammadboqirov faisait partie de ceux qui n'ont pas accepté l'invitation.
Le 22 février 2021, Muhammadboqirov a été admis dans un hôpital de Khrough en raison d'une soudaine aggravation de son état. Sa fille Bargigul Muhammadboqirova, étudiante en médecine à l'Université d'État de Saint-Pétersbourg, a affirmé avoir identifié des signes d'empoisonnement, même si une source à l'hôpital a déclaré à Radioi Ozodi qu'il souffrait simplement d'un cas d'inflammation des sinus.

## Mort
Selon une analyse de la situation faite par certains médias, le déclenchement de la guerre en Ukraine en février 2022 a détourné l'attention internationale du Tadjikistan, que le gouvernement a vu comme une opportunité d'accroître son contrôle sur le Badakhshan. Dans ce contexte, Rizo Nazarzoda, le maire de Khorugh, a exigé que Muhammadboqirov se rende aux autorités, l'accusant d'avoir attaqué le responsable de l'éducation du Badakhshan, Lutfulloh Navruzov. Cette accusation a été démentie par Muhammadboqirov, qui a déclaré qu'il n'avait jamais commis de violation de la loi,,.
Le 4 mars 2022, Muhammadboqirov a affirmé avoir essuyé des tirs alors qu'il se trouvait dans sa voiture, ayant subi des dommages à la main droite, alors que son fils se trouvait également dans le véhicule. Azam Tolezoda, chef adjoint du Département des affaires intérieures de la région de Badakhshan, a affirmé que les inspecteurs des véhicules avaient seulement tiré un coup de semonce pour obliger Muhammadboqirov à arrêter sa voiture.
Le 18 mai 2022, le gouvernement a officiellement lancé une «opération antiterroriste» à Khorugh, cherchant à réprimer les manifestations alors en cours. Quelques jours plus tard, le 23 mai, Muhammadboqirov a été tué par des tirs de tireurs isolés. Un local a été tué et un autre blessé alors qu'ils tentaient de venir en aide à Muhammadboqirov. Bien que le gouvernement ait officiellement nié toute implication dans sa mort, les habitants de Khorugh ont déclaré avoir été témoins des forces gouvernementales en train de commettre ce meurtre. Un drone a été repéré survolant le lieu du meurtre, filmant l’intégralité de l’événement.

### Réactions internationales
Iran : Muhammadboqir Muhammadboqirov a été décrit par l'agence de presse Ahlul-Bayt, l'agence de presse officielle de l'Assemblée mondiale d'Ahlul-Bayt dirigée par le dirigeant iranien Ali Khamenei, comme un moudjahid martyrisé.
 Kataeb Hezbollah : Le groupe paramilitaire chiite irakien Kata'ib Hezbollah a condamné le meurtre de Muhammadboqir Muhammadboqirov, le décrivant comme un martyr. Le groupe a ajouté que le gouvernement tadjik devrait cesser de réprimer les manifestations au Badakhshan.
Al-Ahed News, propriété du groupe libanais de communication du groupe paramilitaire chiite Hezbollah, a imputé la responsabilité du meurtre de Muhammadboqir Muhammadboqirov au gouvernement du Tadjikistan, le décrivant comme un martyr.
 Tohid Ibrahimbeyli, chef du Mouvement de résistance islamique d'Azerbaïdjan, un groupe paramilitaire chiite de l'opposition en Azerbaïdjan, a déclaré Muhammadboqir Muhammadboqirov martyr.